# Ilhéu do Topo

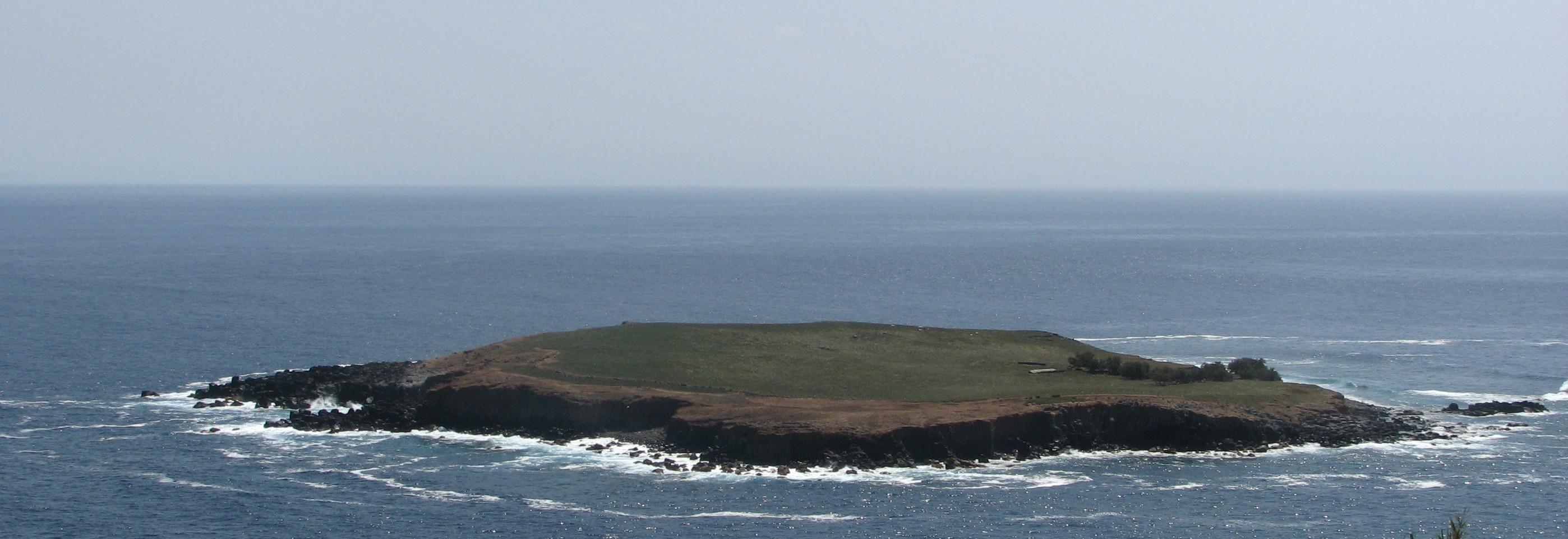
O ilhéu do Topo, visto da Ponta do Topo.

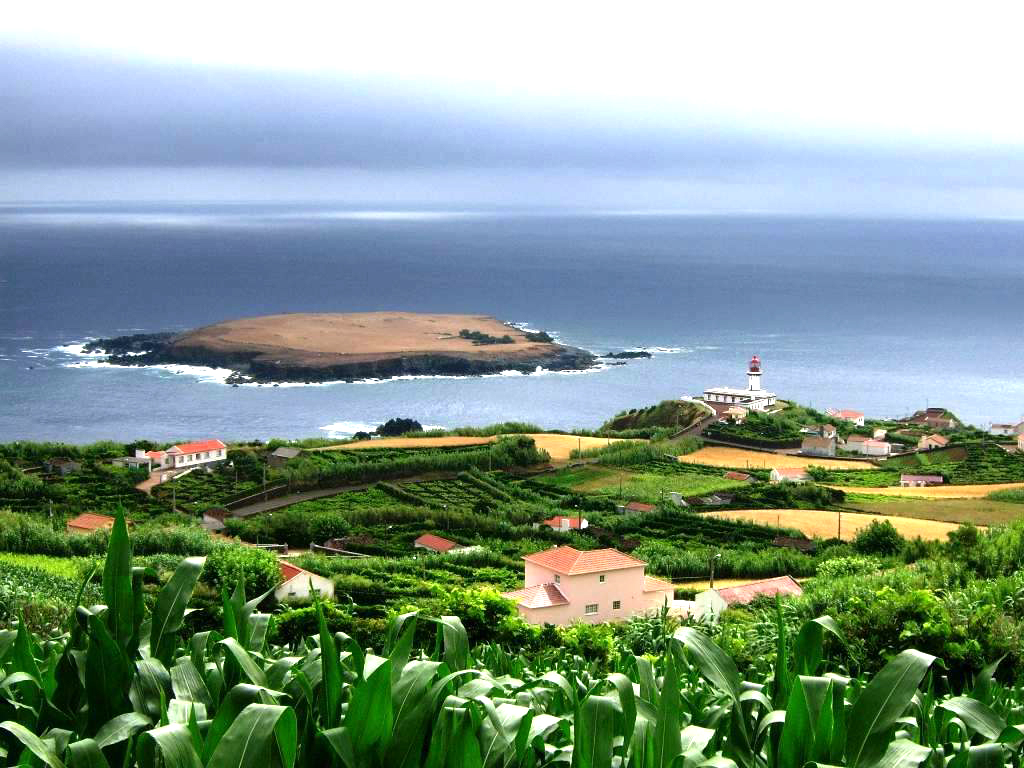
Ilhéu do Topo no verão, mostrando claros sinais de secura.

O ilhéu do Topo é um ilhéu com cerca de 20 ha (200 000 m²) de área, plano, sito a curta distância da costa da vila do Topo, no extremo sueste da ilha de São Jorge, Açores. O ilhéu está integrado na Zona de Protecção Especial do Ilhéu do Topo e Costa Adjacente, um área legalmente protegida devido à sua riqueza em avifauna marinha. No ilhéu nidificam diversas colónias de aves marinhas, nomeadamente de garajau-rosado (Sterna dougallii), garajau-comum (Sterna hirundo), frulho (Puffinus baroli), angelito (Oceanodroma castro) e cagarro (Calonectris diomedea borealis).

## Descrição
O ilhéu encontra-se em mau estado de conservação em resultado da degradação dos habitats naturais ali existentes, nomeadamente pelo pastoreio excessivo pelos ovinos e bovinos que lá são criados. Foi classificado como Reserva Natural Parcial pelo Decreto Legislativo Regional n.º 13/84/A, de 20 de Fevereiro e integra a Rede Natura 2000, a rede europeia de sítios com interesse comunitário para a conservação da natureza criada ao abrigo da Directiva Habitats.

## Estatuto de protecção
Com a criação do Parque Natural de São Jorge o ilhéu passou a constituir uma área protegida para a gestão de habitats ou espécies, integrado no Parque Natural de São Jorge com a designação de Área Protegida do Ilhéu do Topo (SJO08), a qual resultou da reclassificação da Reserva Natural Parcial do Ilhéu do Topo que fora criada pelo Decreto Legislativo Regional n.º 13/84/A, de 20 de Fevereiro. Sendo uma  área protegida para a gestão de habitats ou espécies, a Área Protegida do Ilhéu do Topo está sujeita aos seguintes objectivos de gestão:
- Fomentar o aproveitamento das potencialidades dos recursos naturais em presença;
- Manter a fisionomia da zona terrestre;
- Proteger as espécies ornitológicas e a flora terrestre.
- Assegurar as condições de referência dos habitats necessárias à protecção de espécies significantes, grupos de espécies, comunidades bióticas ou características físicas do ambiente, sempre que estas necessitem de intervenção humana para a optimização da gestão;
- Promover a monitorização ambiental bem como as actividades indispensáveis à gestão sustentável;
- Criar e delimitar áreas destinadas ao conhecimento e divulgação das características dos habitats a proteger;
- Disciplinar os usos e actividades que possam constituir ameaça à sustentabilidade de habitats ou espécies;
- Permitir a investigação científica e o usufruto dos benefícios que resultem da prática de actividades no âmbito da área protegida, desde que aquelas sejam compatíveis com os objectivos de gestão da mesma.

Na Área Protegida do Ilhéu do Topo estão interditos, sem prejuízo das acções de manutenção, conservação e limpeza da área protegida, os actos e actividades seguintes:
- A colheita, captura, abate ou detenção de espécimes de espécies protegidas em qualquer fase do seu ciclo biológico, incluindo a destruição de ninhos e a apanha de ovos, e a perturbação ou a destruição dos seus habitats, com excepção das acções de natureza científica ou de controlo das populações realizadas nos termos legalmente fixados;
- A introdução de espécies não características das formações e associações naturais existentes, com excepção das variedades agrícolas e raças pecuárias;
- O depósito de resíduos de qualquer natureza, com excepção dos sobrantes de exploração florestal e da biomassa agrícola originada no interior da área protegida;
- A instalação, afixação, inscrição ou pintura mural de mensagens de publicidade ou propaganda, temporárias ou permanentes, de cariz comercial ou não, incluindo a colocação de meios amovíveis, com excepção da sinalização específica da área protegida;
- A circulação de veículos motorizados fora das vias para tal designadas, com excepção do estritamente necessário para a realização das actividades agro-florestais e de segurança;
- A prática de campismo e caravanismo fora dos sítios especificamente para eles designados, excepto quando expressamente autorizada pelo director do Parque Natural de São Jorge;
- A realização de quaisquer actividades que perturbem o equilíbrio da envolvente.

No ilhéu do Topo, excepto quando esteja especificamente regulamentado por portaria do membro do Governo competente em matéria de ambiente, está ainda interdita a prática de actividade cinegética. Nele estão condicionados e sujeitos a parecer prévio, de carácter vinculativo, do departamento da administração regional autónoma competente em matéria de ambiente, os actos e actividades seguintes:
- A alteração à morfologia do solo por escavações ou aterros, pela modificação do coberto vegetal, do corte de vegetação arbórea e arbustiva, com excepção das decorrentes da execução de acções de manutenção e limpeza da área protegida;
- A edificação;
- A extracção de recursos geológicos, incluindo a quebra ou rebentamento de rochas;
- A prática de actividades desportivas motorizadas;
- A captação e o desvio de águas ou a execução de quaisquer obras hidráulicas;
- A abertura de vias de comunicação e de acesso, incluindo trilhos e caminhos, bem como a requalificação das existentes;
- As acções que provoquem alterações dos níveis de ruído e poluição sonora, nomeadamente quando tal interfira com a reprodução das aves;
- A instalação de infra-estruturas eléctricas e telefónicas, aéreas ou subterrâneas, e de aproveitamento de energias renováveis;
- Quando não executadas por iniciativa do departamento da administração regional autónoma competente em matéria de ambiente, a realização de trabalhos de investigação e divulgação científica, acções de monitorização, recuperação e sensibilização ambiental, bem como acções de salvaguarda dos valores naturais e de conservação da natureza.

Quando tal se mostre necessário à consecução dos objectivos da área protegida, o director do Parque Natural de São Jorge pode condicionar a utilização de produtos de biocidas e fertilizantes nas áreas e períodos em que tal se mostre necessário.
Os limites territoriais da Área Protegida do Ilhéu do Topo correspondem a toda a área terrestre do ilhéu do Topo, conforme delimitada pela linha definida pela máxima baixa-mar. A área protegida integra no seu âmbito os objectivos definidos para a Zona de Protecção Especial do Ilhéu do Topo e Costa Adjacente (PTZPE0028), uma zona de protecção especial criada ao abrigo da Directiva Aves e observa cumulativamente o regime estabelecido pelo Plano Sectorial da Rede Natura 2000 e pelo Plano de Ordenamento da Orla Costeira (POOC) de São Jorge. A Área Protegida do Ilhéu do Topo constitui ainda uma área importante para as aves (IBA), devendo a sua gestão reflectir essa classificação.